# Mylochromis spilostichus
Mylochromis spilostichus es una especie de peces de la familia Cichlidae en el orden de los Perciformes.
Los machos pueden llegar alcanzar los 22,2 cm de longitud total. Vive en zonas de clima tropical, endémica del lago Malaui, África, entre los 18 y 70 m de profundidad.